# La leggenda del drago Rubaossa
La leggenda del drago Rubaossa (Legend of the Boneknapper Dragon) è un cortometraggio animato del 2010 prodotto della DreamWorks Animation ed è un sequel del lungometraggio, Dragon Trainer.
Il cortometraggio è stato originariamente trasmesso in televisione il 14 ottobre 2010 su Cartoon Network, e rilasciato come una caratteristica speciale in Blu-ray e l'edizione doppio DVD del lungometraggio originale il 15 ottobre 2010.
Il cortometraggio segue Hiccup e i suoi giovani compagni che accompagnano il loro mentore, Skaracchio, in una missione per uccidere il leggendario drago Rubaossa.

## Trama
Il cortometraggio si apre con la casa di Skaracchio in fiamme e i vichinghi e draghi residenti che riescono a domare le fiamme. Skaracchio è convinto che la sua vecchia nemesi il drago Rubaossa, un drago gigantesco, ma perfettamente silenzioso (l'unico drago che non ruggisce) che si veste di un'armatura fatta di ossa, sia il responsabile dell'incendio. Tuttavia nessuno crede che il Rubaossa esista davvero, tanto meno che abbia bruciato la sua casa, specialmente quando le prove suggeriscono che il fuoco è stato provocato dalla biancheria intima che si asciugava vicino alla stufa.
Imperterrito, Skaracchio giura di dare la caccia alla bestia una volta per tutte e Hiccup decide con riluttanza di non lasciare che il suo mentore vada da solo, così convince anche i suoi compagni di reclutamento vichingo a unirsi a lui. Mentre la squadra si dirige sull'isola dove Skaracchio crede che il drago viva, Skaracchio racconta loro i suoi incontri passati con il mostro, (mostrati allo spettatore nell'animazione tradizionale). Apparentemente l'ha incontrato per la prima volta quando ha scoperto un gruppo di vichinghi congelati dopo essersi liberato di un iceberg durante una gita in famiglia e ha estratto un piccolo scrigno contenente un tesoro dal ghiaccio. Mentre il vichingo congelato gli impediva di resistere picchiandolo in faccia un paio di volte, il Rubaossa apparve e lo inseguì finché non atterrò di nuovo sulla barca di famiglia. Il contenuto dello scrigno si rivela essere un piccolo osso che Skaracchio utilizza come fibbia delle braghe.
Le storie continuano, diventando sempre più ridicole, come quando Skaracchio racconta di incontri successivi con il Rubaossa insieme a squali martello, una balena martello gigante, uno yak martello gigante che salta fuori da un vulcano attivo e il dio del tuono norvegese Thor. Sfortunatamente, l'attenzione del gruppo è così concentrata da consentire alla loro imbarcazione di incagliarsi e affondare. Perdendo la perdita della loro unica via per tornare a casa, Skaracchio costruisce una trappola usando Gambedipesce come esca. La squadra rifiuta ancora di credere alle affermazioni di Skaracchio, ma sfortunatamente, un vero Rubaossa arriva silenziosamente da dietro di loro e i tentativi di Gambedipesce di avvertirli vengono ignorati fino a quando il drago non è in grado di attaccare. Allo stesso tempo, il Rubaossa emette un suono cigolante nel tentativo fallito di ruggire. Rendendosi conto che Skaracchio stava dicendo la verità sul Rubaossa da sempre, la squadra deve rifugiarsi nella propria trappola. Tutto sembra perduto, ma Hiccup vede una macchia vuota sull'armatura del petto del drago che assomiglia esattamente all'osso della fibbia di Skaracchio. Hiccup si rende conto che il Rubaossa sta cercando l'osso perfetto per completare la sua armatura ed essere in grado di ruggire.
Inizialmente, Skaracchio rifiuta di dare ascolto al consiglio di Hiccup per placare la creatura. Tuttavia, viene presto afferrato dalla bestia e alla fine cede. Getta indietro l'osso contro il drago; l'osso atterra perfettamente nel punto vuoto e il drago è finalmente in grado di ruggire trionfalmente con la sua armatura completata. A quanto pare, il soddisfatto Rubaossa è amichevole e Skaracchio sviluppa finalmente un nuovo amore e rispetto per la creatura. Gli avventurieri quindi cavalcano il Rubaossa verso Berk. Mentre Gambedipesce informa gli altri che il ruggito del drago è un richiamo per l'accoppiamento, altri quattro Rubaossa appaiono a distanza. Skaracchio nota che sarà sicuramente creduto questa volta.

## Doppiatori
| Personaggio                   | Doppiatore originale     | Doppiatore italiano |
| ----------------------------- | ------------------------ | ------------------- |
| Hiccup Horrendous Haddock III | Jay Baruchel             | Flavio Aquilone     |
| Stoick l'Immenso              | Gerard Butler            | Roberto Draghetti   |
| Skaracchio                    | Craig Ferguson           | Carlo Valli         |
| Astrid Hofferson              | America Ferrera          | Letizia Scifoni     |
| Gambedipesce Ingerman         | Christopher Mintz-Plasse | Gabriele Patriarca  |
| Moccicoso Jorgenson           | Jonah Hill               | Alessio Nissolino   |
| Testaditufo Thorston          | T. J. Miller             | Mattia Ward         |
| Testabruta Thorston           | Kristen Wiig             | Letizia Ciampa      |
| Padre di Skaracchio           | John DiMaggio            |                     |
| Thor                          | Kevin Michael Richardson |                     |